# Креси Оманкур
Креси Оманкур (фр. Cressy-Omencourt) насеље је и општина у североисточној Француској у региону Пикардија, у департману Сома која припада префектури Мондидје.
По подацима из 2011. године у општини је живело 117 становника, а густина насељености је износила 15,25 становника/km². Општина се простире на површини од 7,67 km². Налази се на средњој надморској висини од 69 метара (максималној 91 m, а минималној 67 m).

## Демографија
| 1962. | 1968. | 1975. | 1982. | 1990. | 1999. | 2011. |
| ----- | ----- | ----- | ----- | ----- | ----- | ----- |
| 73    | 101   | 89    | 89    | 116   | 106   | 117   |

График промене броја становника у току последњих година